# فلورنسا دينمارك
فلورنسا دينمارك (بالإنجليزية: Florence Denmark) هي عالمة نفس أمريكية، ولدت في 28 يناير 1932 في فيلادلفيا في الولايات المتحدة.